# Halowe Mistrzostwa Świata w Lekkoatletyce 2018 – bieg na 800 m kobiet
Bieg na 800 metrów kobiet – jedna z konkurencji biegowych rozgrywanych podczas halowych lekkoatletycznych mistrzostw świata w National Indoor Arena w Birmingham.
Tytuł mistrzowski obroniła Burundyjka Francine Niyonsaba.

## Terminarz
| Data    | Godzina |            |
| ------- | ------- | ---------- |
| 3 marca | 11:50   | Eliminacje |
| 4 marca | 15:58   | Finał      |

## Wyniki
| WR – rekord świata \| CR – rekord mistrzostw świata \| NR – rekord kraju \| AR – rekord kontynentu \| WL – najlepszy wynik na listach światowych w sezonie 2018 \| SB – najlepszy wynik w sezonie \| PB – rekord życiowy |

### Eliminacje
Awans: Najlepsza z każdego biegu (Q) oraz troje z najlepszymi czasami wśród przegranych (q).
Źródło: IAAF
| Pozycja | Bieg | Tor | Zawodniczka           | Reprezentacja     | Czas    | Uwagi     |
| ------- | ---- | --- | --------------------- | ----------------- | ------- | --------- |
| 1.      | 3    | 2   | Francine Niyonsaba    | Burundi           | 2:00,99 | Q,        |
| 2.      | 2    | 5   | Shelayna Oskan-Clarke | Wielka Brytania   | 2:01,76 | Q         |
| 3.      | 2    | 4   | Selina Büchel         | Szwajcaria        | 2:01,84 | q         |
| 4.      | 1    | 3   | Ajeé Wilson           | Stany Zjednoczone | 2:01,90 | Q         |
| 5.      | 2    | 6   | Raevyn Rogers         | Stany Zjednoczone | 2:02,17 | q         |
| 6.      | 1    | 6   | Habitam Alemu         | Etiopia           | 2:02,18 | q         |
| 7.      | 1    | 5   | Angelika Cichocka     | Polska            | 2:02,25 |           |
| 8.      | 3    | 6   | Natoya Goule          | Jamajka           | 2:02,49 |           |
| 9.      | 3    | 3   | Mhairi Hendry         | Wielka Brytania   | 2:02,65 |           |
| 10.     | 1    | 4   | Līga Velvere          | Łotwa             | 2:02,98 |           |
| 11.     | 3    | 4   | Olha Lachowa          | Ukraina           | 2:03,81 |           |
| 12.     | 2    | 3   | Jenna Westaway        | Kanada            | 2:03,91 |           |
| 13.     | 1    | 2   | Esther Guerrero       | Hiszpania         | 2:04,06 |           |
| 14.     | 2    | 2   | Winny Chebet          | Kenia             | 2:18,31 | SB        |
| 15 !    | 3    | 5   | Margaret Wambui       | Kenia             | DSQ     | R163.3(a) |

### Finał
Źródło: IAAF
| Pozycja | Zawodniczka           | Reprezentacja     | Czas    | Uwagi |
| ------- | --------------------- | ----------------- | ------- | ----- |
| 01 !    | Francine Niyonsaba    | Burundi           | 1:58,31 |       |
| 02 !    | Ajeé Wilson           | Stany Zjednoczone | 1:58,99 | PB    |
| 03 !    | Shelayna Oskan-Clarke | Wielka Brytania   | 1:59,81 | PB    |
| 4.      | Habitam Alemu         | Etiopia           | 2:01,10 |       |
| 5.      | Raevyn Rogers         | Stany Zjednoczone | 2:01,44 |       |
| 6.      | Selina Büchel         | Szwajcaria        | 2:03,01 |       |